# فريتز رويتر
فريتز رويتر (بالألمانية: Fritz Reuter)‏‏ (7 نوفمبر 1810 - 12 يوليو 1874 في أيسناخ)؛ كاتب، وشاعر قانوني، وكاتب سيناريو، ورسام، ومصمم، وروائي، وشاعر من ألمانيا.

## الجوائز
- النيشان البافاري الماكسيميلياني للعلوم والفن

## روابط خارجية
- فريتز رويتر على موقع IMDb (الإنجليزية)
- فريتز رويتر على موقع الموسوعة البريطانية (الإنجليزية)
- فريتز رويتر على موقع أول موفي (الإنجليزية)
- فريتز رويتر على موقع قاعدة بيانات الأفلام السويدية (السويدية)
- فريتز رويتر على موقع ديسكوغز (الإنجليزية)
- فريتز رويتر على موقع قاعدة بيانات الفيلم (الإنجليزية)
- فريتز رويتر على موقع كينوبويسك (الروسية)